# Samraŏng
Samraŏng là một huyện thuộc tỉnh Takéo, phía nam Campuchia. Theo thống kê năm 1998, dân số toàn huyện là 101.455 người.